# Élections étatiques de 2022 dans l'État de Quintana Roo
Les élections étatiques de 2022 dans l'État de Quintana Roo se tiennent le 5 juin 2022, afin d'élire le gouverneur de l'État de Quintana Roo pour un mandat de six ans, et les 25 membres du congrès étatique pour un mandat de trois ans.

État de Quintana Roo.

## Gouverneur

### Mode de scrutin
Le gouverneur est élu au scrutin uninominal majoritaire à un tour.

### Résultats
|                        | Ensemble, nous faisons l'histoire - Mouvement de régénération nationale (MORENA) - Parti du travail (PT) - Parti vert écologiste du Mexique (PVEM) - Force pour le Mexique (FxM) | Mara Lezama Espinosa (MORENA) | 309 931   | 59,40 |  |  |
|                        | C'est pour Quintana Roo - Parti action nationale (PAN) - Parti de la révolution démocratique (PRD) - Confiance pour Quintana Roo (CpQ)                                           | Laura Fernández Piña (PRD)    | 87 369    | 16,74 |  |  |
|                        | Mouvement citoyen (MC) | José Luis Pech Várguez        | 70 315    | 13,48 |  |  |
|                        | Mouvement authentique social (MAS) | Nivardo Mena Villanueva       | 38 112    | 7,30  |  |  |
|                        | Parti révolutionnaire institutionnel (PRI) | Leslie Hendricks Rubio        | 16 048    | 3,07  |  |  |
|                        | |                               |           |       |  |  |
| Suffrages exprimés     | Suffrages exprimés | Suffrages exprimés            | 521 774   | 96,07 |  |  |
| Votes nuls             | Votes nuls | Votes nuls                    | 21 438    | 3,93  |  |  |
| Total                  | Total | Total                         | 543 213   | 100   |  |  |
| Abstention             | Abstention | Abstention                    | 791 960   | 59,31 |  |  |
| Inscrits/Participation | Inscrits/Participation | Inscrits/Participation        | 1 335 173 | 40,69 |  |  |

## Congrès étatique

### Mode de scrutin
Le Congrès d'État de Coahuila est constitué de 25 députés, élus selon un système mixte. 15 députés sont élus au scrutin uninominal majoritaire à un tour dans autant de circonscriptions, tandis que les 10 députés restants sont élus au scrutin proportionnel plurinominal. Les électeurs n'ont cependant qu'un seul vote.

### Résultats
|                                                   |                                                   |                                              |           |       |      |               |               |    |               |               |  |  |  |  |
| Parti                                             | Parti                                             | Parti                                        | Voix      | %     | +/-  | C             | +/−           | L  | Total         | +/-           |  |  |  |  |
|                                                   |                                                   | Mouvement de régénération nationale (MORENA) | 166 682   | 31,96 | 3,78 | 7             | 1             | 3  | 10            | 1             |  |  |  |  |
|                                                   | Parti vert écologiste du Mexique (PVEM)           | 122 514                                      | 23,49     | 15,37 | 5    | 3             | 3             | 8  | 5             |               |  |  |  |  |
|                                                   | Parti du travail (PT)                             | 17 937                                       | 3,44      | 0,56  | 2    | 1             | 0             | 2  | 1             |               |  |  |  |  |
|                                                   | Force pour le Mexique (FxM)                       | 12 780                                       | 2,45      | Nv.   | 1    | 1             | 0             | 1  | 1             |               |  |  |  |  |
| Total coalition Ensemble, nous faisons l'histoire | Total coalition Ensemble, nous faisons l'histoire | 319 913                                      | 61,34     | 21,04 | 15   | 4             | 6             | 21 | 6             |               |  |  |  |  |
|                                                   |                                                   | Parti action nationale (PAN)                 | 59 838    | 11,47 | 7,78 | 0             | 2             | 1  | 1             | 3             |  |  |  |  |
|                                                   | Parti de la révolution démocratique (PRD)         | 16 321                                       | 3,13      | 2,77  | 0    | 1             | 0             | 0  | 2             |               |  |  |  |  |
|                                                   | Confiance pour Quintana Roo (CpQ)                 | 7 459                                        | 1,45      | 2,89  | 0    | en stagnation | 0             | 0  | en stagnation |               |  |  |  |  |
| Total coalition C'est pour Quintana Roo           | Total coalition C'est pour Quintana Roo           | 83 708                                       | 16,05     | 12,77 | 0    | 3             | 1             | 1  | 5             |               |  |  |  |  |
|                                                   | Mouvement citoyen (MC)                            | Mouvement citoyen (MC)                       | 51 644    | 9,90  | 3,80 | 0             | en stagnation | 1  | 1             | en stagnation |  |  |  |  |
|                                                   | Movement authentique social (MAS)                 | Movement authentique social (MAS)            | 37 883    | 7,26  | 1,61 | 0             | en stagnation | 1  | 1             | en stagnation |  |  |  |  |
|                                                   | Parti révolutionnaire institutionnel (PRI)        | Parti révolutionnaire institutionnel (PRI)   | 26 521    | 5,08  | 8,14 | 0             | 1             | 1  | 1             | 1             |  |  |  |  |
|                                                   | Indépendants                                      | Indépendants                                 | 1 878     | 0,36  | -    | 0             | -             | 0  | 0             | -             |  |  |  |  |
|                                                   |                                                   |                                              |           |       |      |               |               |    |               |               |  |  |  |  |
| Suffrages exprimés                                | Suffrages exprimés                                | Suffrages exprimés                           | 521 547   | 95,39 |      |               |               |    |               |               |  |  |  |  |
| Votes nuls                                        | Votes nuls                                        | Votes nuls                                   | 25 195    | 4,61  |      |               |               |    |               |               |  |  |  |  |
| Total                                             | Total                                             | Total                                        | 546 742   | 100   | -    | 17            | en stagnation | 10 | 25            | en stagnation |  |  |  |  |
| Abstention                                        | Abstention                                        | Abstention                                   | 788 431   | 59,05 |      |               |               |    |               |               |  |  |  |  |
| Inscrits/Participation                            | Inscrits/Participation                            | Inscrits/Participation                       | 1 335 173 | 40,95 |      |               |               |    |               |               |  |  |  |  |